# Tommy Coyne
Tommy Coyne (Glasgow, 1962. november 14. –) ír válogatott labdarúgó.

## Pályafutása

### Klubcsapatban
Glasgowban született Skóciában. Pályafutását a Clydebank FC-ben kezdte, melynek 1981 és 1983 között volt a tagja. 1983-ban a Dundee United igazolta le, melynek színeiben három évig játszott. 1986-ban a Dundee FC szerződtette, melynek 1989-ig volt a tagja. 1989 és 1993 között a Celticben játszott. 1993-ban egy kis ideig a Tranmere Rovers játékosa volt, majd ezt követően 1993 és 1998 között a Motherwell FC, 1998 és 2000 között a Dundee FC csapatában szerepelt, de 1999-ben kölcsönadták a Falkirknek. 2000 és 2001 között a Clydebank FC tagja volt. 2001-ben az Albion Rovers csapatában fejezte be a pályafutását.     

### A válogatottban
1992 és 1997 között 22 alkalommal szerepelt az ír válogatottban és 6 gólt szerzett. Egy Svájc elleni barátságos alkalmával mutatkozott be 1992. március 25-én. Rést vett az 1994-es világbajnokságon.

## Sikerei, díjai
Dundee United
- Skót kupadöntős (1): 1984–85

Celtic
- Skót kupadöntős (1): 1989–90